# Shame
Shame és una pel·lícula britànica escrita i dirigida per Steve McQueen el 2011, protagonitzada per Michael Fassbender i Carey Mulligan i coproduïda per Film4 i See-Saw Films. Les escenes de sexe explícit de la pel·lícula van fer que als Estats Units s'hagués de qualificar de pel·lícula per a majors de 18 anys, provocant que s'estrenés de forma limitada el 2 de desembre de 2011, mentre al Regne Unit va ser estrenada el 13 de gener de 2012. La pel·lícula va aconseguir una recaptació mundial de 17 milions de dòlars, quatre dels quals pertanyen als que es van aconseguir als Estats Units.

## Argument
En Brandon (Michael Fassbender) és un home d'èxit d'uns trenta anys, atractiu, que treballa d'executiu en una agència de publicitat i que porta una vida fantàstica però amb un racó obscur. Apartat de la seva família disfuncional i, aparentment, sense tenir amics propers, la seva vida perfectament estudiada li permet deixar-se endur per la seva addicció sexual secreta, mentre lluita contra la seva inhabilitat de poder connectar emocionalment amb la gent. Al metro coqueteja amb una dona que duu un anell de promesa i un anell de casada però quan surten del vagó, la dona desapareix.
El seu ordinador de l'oficina agafa un virus i Brandon queda compromès quan l'arreglen, ja que al seu disc dur hi havia una quantitat obsessiva de vídeos pornogràfics durs, el que probablement va provocar el virus. Tot i que en Brando, que es masturba al bany de l'oficina, n'és el responsable, decideixen culpar el seu becari.

## Premis i nominacions

### Premis
- 2011: Copa Volpi per la millor interpretació masculina per Michael Fassbender

### Nominacions
- 2011: Lleó d'Or
- 2012: Globus d'Or al millor actor dramàtic per Michael Fassbender
- 2012: BAFTA a la millor pel·lícula britànica
- 2012: BAFTA al millor actor per Michael Fassbender